# Burghiu Pressler

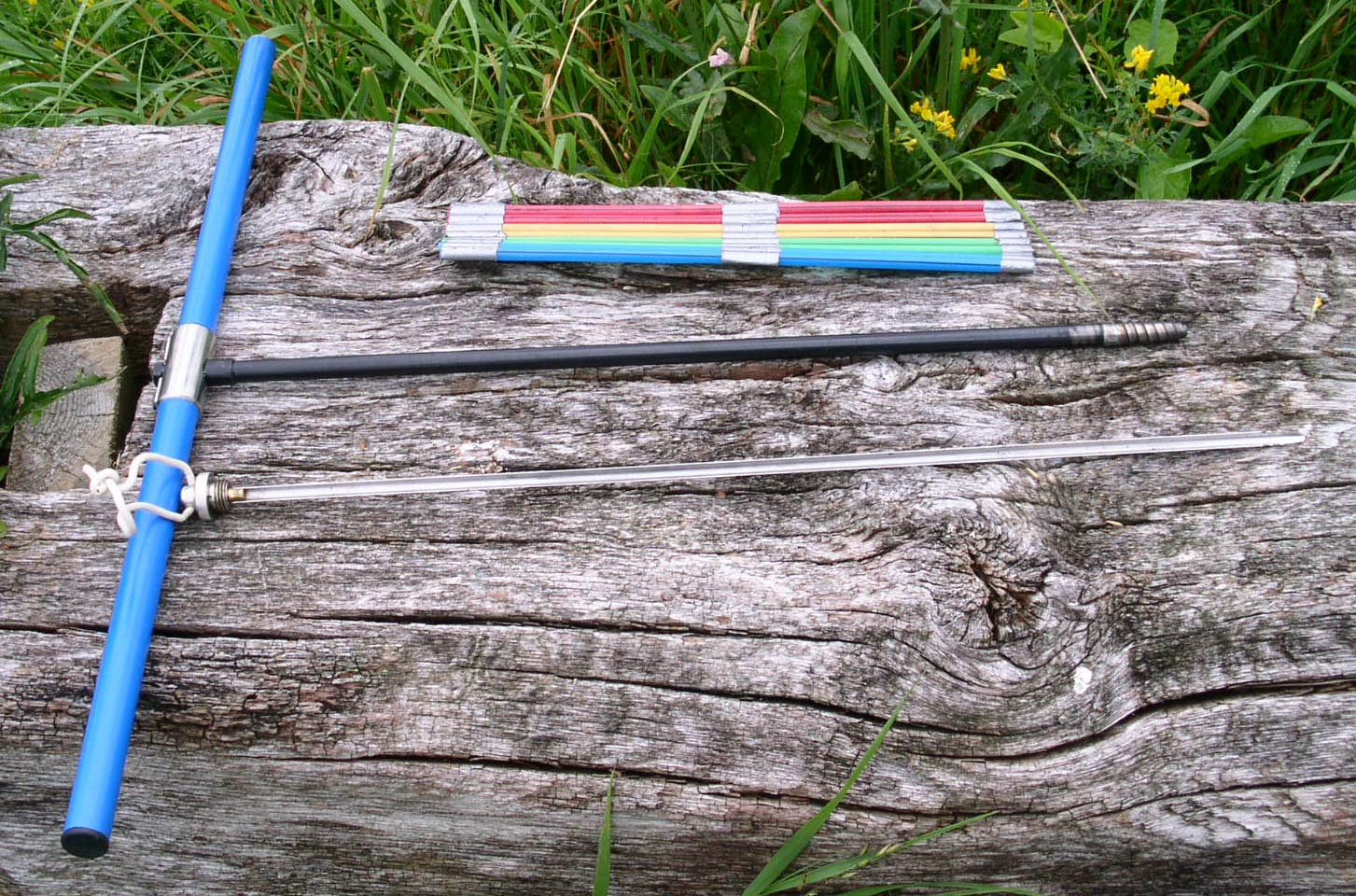
Burghiu Pressler

Burghiul Pressler este un instrument de specialitate folosit pentru a extrage țesut lemnos din interiorul unui arbore viu, fără a afecta negativ starea fito-sanitară a acestuia.  De regulă este folosit de ingineri silvici, cercetători și oameni de știință pentru a determina, în urma evaluării carotelor de lemn astfel extrase, vârsta unui arbore (dendrocronologie). Burghiul este, de asemenea, folosit pentru a evalua în mod neinvaziv starea de sănătate a unui arbore, de exemplu în cazul atacurilor de insecte sau ciuperci xylofage.

## Uz

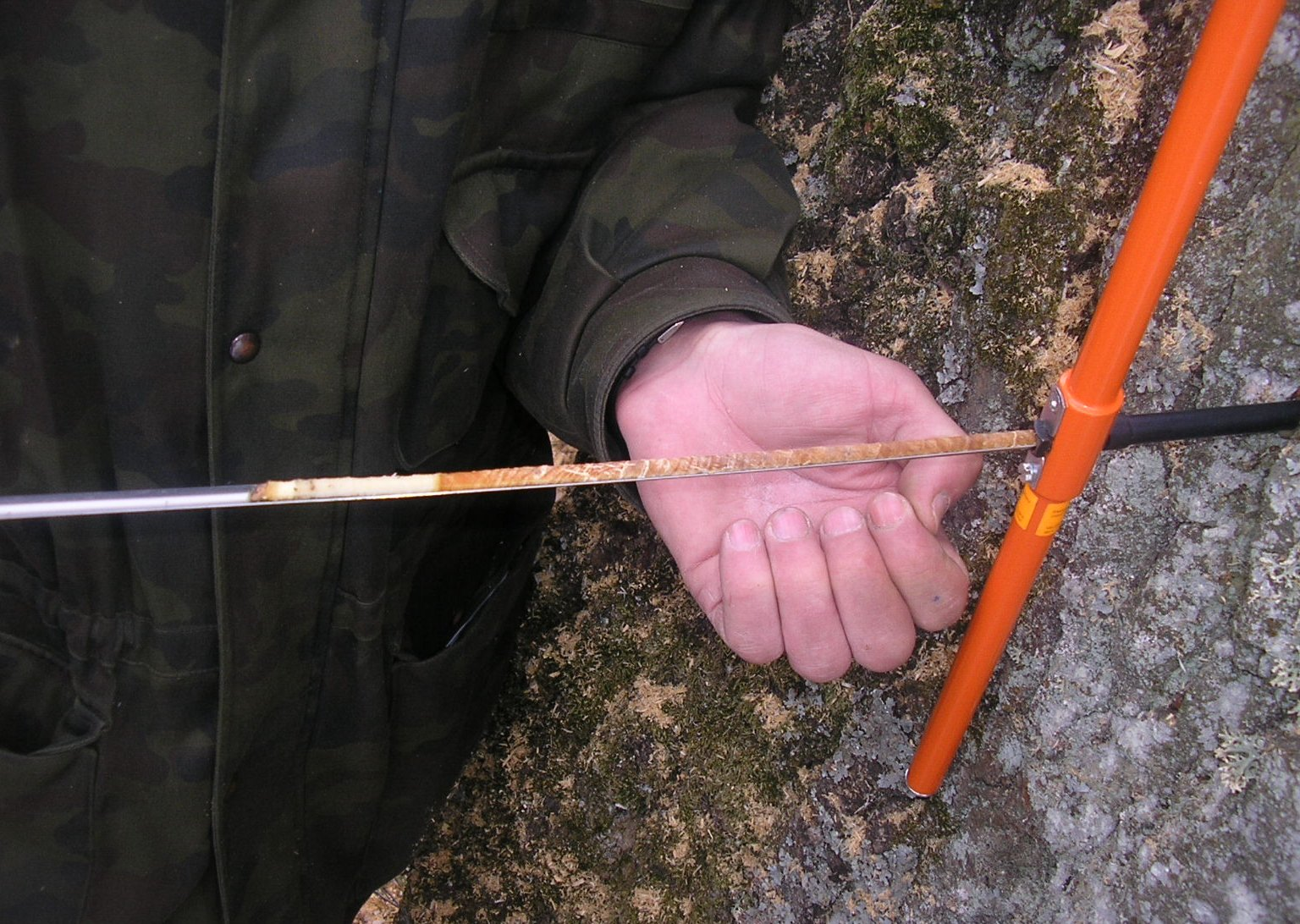
Extragerea unei carote de lemn

Folosirea unui burghiu Pressler necesită cunoștințe tehnice avansate. Mostrele se iau, de regulă, la înălțimea pieptului, sau în funcție de scopul forării; în timpul folosirii, burghiul trebuie bine lubrifiat, pentru a evita blocarea acestuia în lemn. La sfârșitul operațiunii de forare, se recomandă ca orificiile create în trunchi să fie acoperite cu o substanță de protecție.